# Václav Cverna
Václav Cverna (ur. 17 maja 1988 w Nowym Jiczynie) – czeski piłkarz występujący na pozycji obrońcy. Wychowanek FC Vítkovice, w swojej karierze grał także w takich zespołach jak FK Město Albrechtice, SK Bohuslavice, FC Hlučín oraz MFK Karviná.